# Ebenfurth (Herrschaft)

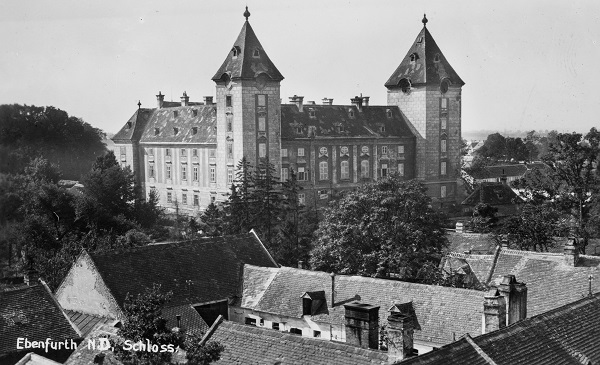
Schloss Ebenfurth, Sitz der Verwaltung

Die Herrschaft Ebenfurth war eine Grundherrschaft im Viertel unter dem Wienerwald im Erzherzogtum Österreich unter der Enns, dem heutigen Niederösterreich.

## Ausdehnung
Die Herrschaft umfasste zuletzt die Ortsobrigkeit über Ebenfurth, Haschendorf und Siegersdorf. Der Sitz der Verwaltung befand sich im Schloss Ebenfurth.

## Geschichte
Letzter Inhaber der Allodialherrschaft waren Carl und Johann Freiherr von Moser, bevor die Herrschaft nach den Reformen 1848/1849 aufgelöst wurde.